# السينما الإندونيسية
يعود تاريخ السينما الإندونيسية إلى عام 1900. ظلت السينما الإندونيسية ملك للأوروبيين فقط حتى عشرينيات القرن العشرين، مع إنتاجها لأفلام وثائقية صامتة وأفلام طويلة مستوردة من فرنسا والولايات المتحدة. صنع الهولنديون أو الأوروبيون أفلامًا وثائقيةَ عن طبيعة إندونيسيا ونمط الحياة فيها، بتمويل من حكومة الهند الشرقية الهولندية. بدأ الإنتاج المحلي للأفلام الوثائقية في عام 1911، وخلال ذلك الوقت أُنتج فيلم باسم أونزي أوست أو تيمور ميليك كيتا (لعام 1919). ومع ذلك، لم يصدر أول فيلم منتج محليًا في الهند الشرقية الهولندية حتى عام 1926 وهو الفيلم الصامت لوتونغ كاسارونغ المقتبس عن أسطورة لوتونغ كاسارونغ. أُنشئت دور سينما تحمل اسم أورينتال وإليتا في باندونغ خلال عام 1926. كانت قاعة الحمراء أول دار عرض للسينما في جاكرتا، إذ افتتحت في عام 1931.
مر قطاع صناعة السينما الإندونيسية بفترات طويلة وصعبة ـ على الرغم من كونه حاليًا القطاع الفرعي الأسرع نموًا في الاقتصاد الإبداعي الإندونيسي، إذ بلغ عدد رواد السينما في البلاد أكثر من 42 مليونًا في عام 2017. يصدر قطاع صناعة الأفلام الإندونيسية أكثر من 100 فيلم سنويًا، وبلغ عدد دور العرض الإندونيسية نحو 1,700 دار في عام 2018، وكان من المتوقع أن يصل العدد إلى 3000 دار عرض بحلول عام 2020. تهيمن حاليًا كل من 21 سينبليكس وسينمات سي جي في وسينماكس على صناعة السينما في إندونيسيا.

## نبذة تاريخية

### الحقبة الاستعمارية
بدأت العروض الأولى للأفلام في الهند الشرقية الهولندية في عام 1900، إذ استورِدت الأفلام الأجنبية -بشكل عام من الولايات المتحدة- وعرضت في جميع أنحاء البلاد على مدار العشرين عامًا التالية. بدأ الإنتاج المحلي للأفلام الوثائقية في عام 1911، ولكن لم ترق هذه الأفلام لمنافسة الأعمال المستوردة. أُعلن عن فيلم طويل محلي من إنتاج شركة ميدل إيست فيلم بحلول عام 1923، ولكن لم يكتمل العمل.
صدر أول فيلم منتج محليًا في الهند الشرقية الهولندية في عام 1926 بعنوان لوتونغ كاسارونغ، وقد كان فيلمًا صامتًا للمخرج الهولندي إل. هوفلدورب. أنتجت شركة إن في جافا فيلم هذا الفيلم المقتبس عن أسطورة لوتونغ كاسارونغ، وصورت الفيلم مع عدد من الممثلين المحليين في باندونغ، ليُعرض لأول مرة في 31 ديسمبر من عام 1926 في دور عرض إيليت وماجستيك في باندونغ. كان أول ظهور لجي كروجر-الذي عمل كفني ومصور سينمائي في فيلم لوتونغ كاسارونغ- كمخرج سينمائي في العام التالي، من خلال فيلم أوليس أتجيش (الفيلم الثاني في الهند الشرقية الهولندية). تمكن كروجر من الإعلان عن كون فيلمه أول فيلم للمستعمرة، بسبب الإصدار المحدود لفيلم لوتونغ كاسارونغ. أنتج تان بوين بروان بعد عام من ذلك ثاني فيلم مقتبس عن رواية في إندونيسيا بعنوان سيتانغان بيرلويمور دراه.
انخرط المخرجون والمنتجون الإندونيسيون ذوي الإثنية الصينية الذين استفادوا من نجاح الأفلام المنتجة في شانغهاي في الصين في سينما المستعمرة منذ بداياتها في عام 1928 مع انتهاء نيلسون وونغ (الإخوة وونغ) من تصوير ليلي فان جافا. شارك إندونيسيون صينون إثنيون آخرون في الفيلم، على الرغم من توقف الإخوة وونغ. سُجلت العديد من الشركات الناشئة المملوكة للصينيين منذ عام 1929، بما في ذلك شركة نانسينغ فيلم وفيلمها ريسيا بوروبودور (1928) وشركة تان وفيلمها نجاي داسيما (1929). أصبحت الشركات المملوكة للصينيين القوة المسيطرة في صناعة السينما في البلاد بحلول أوائل ثلاثينيات القرن العشرين.
تباطأ إنتاج الأفلام بشكل واضح بعد وصول الكساد الكبير إلى الهند الشرقية. جمعت حكومة الهند الشرقية الهولندية ضرائب أعلى، وباعت دور السينما التذاكر بأسعار أقل، بشرط ضمان وجود هامش صافي ربح ضئيل للأفلام المحلية. عرضت دور السينما في المستعمرة إنتاجات هوليوود نتيجة ما سبق، في حين تدهورت صناعة الأفلام المحلية. كان تينغ تشون -الذي برز لأول مرة في عام 1931 لإنتاجه فيلم بونغا روس داري تجيكيمبانغ- المنتج الوحيد الذي استطاع إصدار الأفلام المحلية خلال عام 1934 وأوائل عام 1935: إذ استوحيت أفلامه الشعبية ذات الميزانية المنخفضة أساسًا من الأساطير الصينية أو صورت فنون الدفاع عن النفس؛ أثبتت هذه الأفلام شعبيتها بين المشاهدين من السكان الأصليين بسبب مشاهد الحركة، على الرغم من أنها استهدفت الإثنية الصينية بشكل رئيسي.
أنتج الصحفي الهولندي ألبرت بالينك -الذي لم يكن لديه أي خبرة رسمية في مجال صناعة الأفلام- فيلم باريه في عام 1935 بالتعاون مع نيلسون وونغ وإخوته، في محاولة منه لإثبات أن الأفلام المتقنة المنتجة محليًا قد تكون مربحةً أيضًا. أثر الفيلم -الذي كلف إنتاجه 20 ضعف بالمقارنة مع الإنتاجات المعاصرة آنذاك- على أسلوب تينغ تشون الإخراجي، على الرغم من فشل هذا الفيلم فشلًا ذريعًا، إذ عمل الأخير على قصص أقل تقليدية في أفلامه اللاحقة. صدر فيلم بالينك الثاني تيرانغ بويلان بعد ذلك بعامين. حقق فيلم تيرانغ بويلان نجاحًا تجاريًا ملحوظًا على عكس فيلم باريه، إذ وصلت إيراداته إلى 200 ألف دولار بعملة مستعمرات ستريت (ما يعادل 114,470 دولارًا أمريكيًا) في غضون شهرين. اعتبر عالم الأنثروبولوجيا البصرية الأمريكية كارل جي. هايدر هذين الفيلمين أهم الأفلام الإندونيسية في ثلاثينيات القرن العشرين.
أعادت النجاحات الثلاثة المتتالية لفيلم تيرانغ بويلان وفاطمة (1938) وألانغ- ألانغ (1939) إحياء صناعة الأفلام المحلية. أُنشئت أربعة دور إنتاج جديدة في عام 1940، ودخل العديد من الممثلين والممثلات الذين كانوا مرتبطين سابقًا بفرق مسرحية في صناعة السينما التي وصلت إلى جماهير جديدة. اعتمدت الأعمال الجديدة -14 فيلمًا في عام 1940 و30 فيلمًا في عام 1941- بشكل عام على نمط فيلم تيرانغ بويلان: الأغاني والمناظر الجميلة والرومانسية. حاول آخرون توجيه أفلامهم -مثل أسمرة مويرني- للمثقفين من الإندونيسيين الأصليين المتناميين من خلال إدخال الصحفيين أو شخصيات الصحوة الوطنية الإندونيسية إلى السينما.

### العقد الأول من الألفية الثانية
لم تعد السينما الإندونيسية قادرة على الوصول إلى العديد من الأفلام الأجنبية، بما في ذلك الأفلام الحائزة على جوائز أوسكار بين عامي 2010 و2011، بسبب الزيادة الكبيرة في ضريبة على القيمة المضافة المطبقة على الأفلام الأجنبية. تشتمل الأفلام الأجنبية على شباك التذاكر الرئيسي في الغرب وعلى المنتجين السينمائيين الآخرين في العالم. تسبب هذا الأمر في حصول تأثير مضاعف كبير على اقتصاد البلاد. كان من المفترض أن يزيد هذا الوضع من شراء أقراص الدي في دي غير المرخصة. ومع ذلك، حتى حقوق النشر التي تنتهكها أقراص الدي في دي تستغرق وقتًا طويلًا للحصول عليها. تُعتبر أقل تكلفة لمشاهدة فيلم أجنبي غير معروض محليًا هو مليون روبية إندونيسية، وهذا يعادل 100 دولار أمريكي، لأنه يتضمن تذكرة طيران إلى سنغافورة.
يُقسم سوق الأفلام الإندونيسي ضمن فئات C وD وE، ونتيجة لذلك، دُعيت ممثلات إباحيات أجنبيات مثل ساشا جراي وفيكي فيت وماريا أوزاوا وسولا أوي ورين ساكوراغي للتمثيل في الأفلام. معظم الأفلام المحلية هي أفلام رعب منخفضة الميزانية.
ارتفعت جودة الأفلام المحلية منذ عام 2011، وقد وُثق ذلك من خلال الإصدار الدولي لأفلام مثل ذا ريد: ريدمبشن (2011) وتتمته ذا ريد 2: بيراندال في عام 2014، ومودوس أنومالي (2012)، وديليما(2012) ، ولوفلي مان (2012)، وجافا هيت (2013) وبينغابدي سيتان (2017).

## وصلات خارجية
- أفلام إندونيسية - قاعدة بيانات الأفلام على الإنترنت
- مهرجان جاكرتا السينمائي الدولي
- معلومات حول السينما الإندونيسية
- مشاهدة أفلام إندونيسية أونلاين